# Tháp nghiêng Pisa
Tháp nghiêng Pisa (tiếng Ý: Torre pendente di Pisa) là một tòa tháp chuông tại thành phố Pisa (Ý) được khởi xây năm 1173. Toà tháp cao 55,86 m tính từ mặt đất lên đến nóc bên thấp và 56,70 m đến nóc bên cao. Từ dưới lên có 294 bậc thang. Tường tháp dày 4,09 m ở phía chân tháp, rồi rút dần, chỉ còn 2,48 m trên đỉnh. Trọng lượng toàn tháp là khoảng 14.500 tấn.
Ngay trong khi đang xây, tòa tháp đã bắt đầu nghiêng vì lún. Để ổn định cấu trúc tháp không tiếp tục chao nghiêng, một số biện pháp địa kỹ thuật đã được xúc tiến, giữ cho tháp ở nguyên hiện trạng. Tháp Pisa riêng nó đã là tòa nhà mỹ thuật nhưng càng hấp dẫn thêm vì dáng nghiêng nghiêng, thu hút du khách hàng năm tới Pisa.
Tháp đứng 3,97 độ nghiêng, có nghĩa là nếu tháp đứng thẳng, trần tháp sẽ cao hơn 3,9 m. Sách Kỷ lục Guinness tới Pisa và đo độ nghiêng của tháp Pisa là 3,97 độ.
Tuy nhiên, đây không phải là công trình nhân tạo nghiêng nhất thế giới. Tháng 6 năm 2010, Sách kỷ lục Guinness đã chứng nhận Capital Gate là "Tòa tháp nhân tạo nghiêng nhiều nhất thế giới". Tòa nhà tạo một góc 18 độ so với phương thẳng đứng, gấp 5 lần độ nghiêng của tháp Pisa."

## Xây dựng
Tháp nghiêng Pisa là một công trình nghệ thuật được xây dựng vào ngày 9 tháng 8 năm 1173 và được thiết kế bởi hai nhà kiến trúc sư là Mugahe và Borna Nasi. Vào năm 1350, tháp đã được xây dựng hoàn thiện. Việc xây dựng lầu chuông tầng thứ nhất bằng đá cẩm thạch bắt đầu ngày 9 tháng 8, 1173, một giai đoạn của sự thịnh vượng và những thắng lợi quân sự. Tầng này được bao quanh bởi những cột có đầu cột kiểu cổ điển đỡ các vòm rèm. Ngày nay sau thời gian hàng nhiều thế kỷ cùng những ảnh hưởng thời tiết, chúng vẫn còn nguyên vẹn.

## Lịch sử
Galileo Galilei được cho là đã thả hai quả đạn ca nông có khối lượng khác nhau từ trên tháp để chứng minh tốc độ rơi của chúng độc lập với khối lượng. Dù nhiều phần của câu chuyện này được chính các học trò của Galileo kể lại, chúng vẫn chỉ bị coi là một huyền thoại đơn thuần. Tuy Galileo thực sự đã trèo lên đỉnh tháp và thả hai vật xuống nhằm chứng minh thêm cho lý thuyết đã được chứng minh của mình, nhưng có lẽ chúng không phải là những viên đạn đại bác.
Benito Mussolini đã ra lệnh dựng thẳng tháp lên, và bê tông đã được rót vào móng của nó. Tuy nhiên, kết quả thực tế chỉ làm tháp lún sâu hơn vào trong đất.
Trong Chiến tranh thế giới thứ hai, Đồng Minh khám phá ra rằng quân Phát xít đang sử dụng tháp làm một vị trí quan sát. Một trung sĩ bình thường của Quân đội Hoa Kỳ đã được ra lệnh quyết định số phận tháp. Ông ta đã không lựa chọn sử dụng cách tấn công pháo binh để bảo vệ công trình.
Ngày 27 tháng 2 năm 1964, chính phủ Ý yêu cầu hỗ trợ ngăn tháp không bị đổ. Tuy nhiên, việc giữ độ nghiêng hiện thời cũng là một yêu cầu quan trọng, vì vai trò rõ rệt của yếu tố này trong việc thu hút khách du lịch cho ngành công nghiệp này của Pisa. Một đội gồm các kỹ sư, nhà toán học, sử học đa quốc gia đã tham gia cuộc hội thảo trên đảo Açores nhằm thảo luận về các biện pháp ổn định tháp. Sau hơn hai thập kỷ hoạt động của dự án, tháp đã bị đóng cửa với công chúng vào tháng 1 năm 1990. Khi tháp bị đóng cửa, những quả chuông đã được chuyển đi nhằm làm giảm trọng lượng và các dây cáp được nịt quanh tầng ba níu giữ tháp. Những chung cư và ngôi nhà dọc theo hướng tháp được di tản để đảm bảo an toàn. Sau một thập kỷ sửa chữa và ổn định, tháp được mở cửa trở lại cho công chúng ngày 15 tháng 12 năm 2001. Mọi người khám phá ra rằng độ nghiêng tăng lên bởi các tảng đá xây nở ra và chèn ép lên nhau vì sức nóng của ánh sáng mặt trời. Đồng thời nền móng phía thấp cũng mềm hơn. Nhiều phương án đã được đề xuất để ổn định tháp, gồm cả việc đưa thêm 800 tấn chì vào nhằm làm đối trọng với phần đáy tháp đang nâng lên. Phương án cuối cùng ngăn chặn sự sụp đổ của tháp là hơi nâng thẳng tháp lên tới một góc an toàn hơn, bằng cách rút đi 38 m³ đất phía dưới đáy đang bị nâng lên. Tháp được tuyên bố đã ở tình trạng an toàn trong ít nhất 300 năm nữa.
Năm 1987, tháp được tuyên bố là một phần của Campo dei Miracoli - Di sản Thế giới cùng với thánh đường, nhà thờ và nghĩa trang bên cạnh.
Tháng 5 năm 2008, sau khi dời 64 tấn đất, các kỹ sư tuyên bố rằng tháp được ổn định hóa đến độ mà nó ngừng nghiêng lần đầu tiên. Họ ước lượng rằng nó sẽ đứng vững cho ít nhất 200 năm nữa.

## Thông tin kỹ thuật
- Tọa độ địa lý: 43°43′23″B 10°23′47″Đ / 43,7231°B 10,3964°Đ

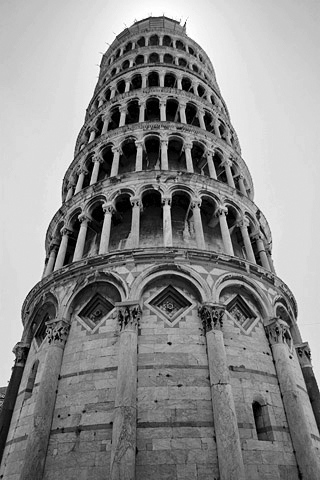
Tháp nghiêng Pisa nhìn từ dưới lên

- Độ cao của Piazza dei Miracoli: khoảng 2 mét (6 feet, DMS)
- Chiều cao: 55,863 mét, 8 tầng
- Đường kính ngoài đế: 15,484 m
- Đường kính trong đế: 7,368 m
- Góc nghiêng: 3,99 độ [10] về hướng nam, hay 3,9 m theo chiều thẳng đứng [11]
- Trọng lượng: 14.700 tấn
- Chiều dày tường ở đế: 2,4 m
- Tổng số chuông: 7, sắp xếp theo thang âm, theo chiều kim đồng hồ
  - Chuông thứ nhất: L'assunta, đúc năm 1654 bởi Giovanni Pietro Orlandi, trọng lượng 3.620 kg
  - Chuông thứ hai: il Crocifisso, đúc năm 1572 bởi Vincenzo Possenti, trọng lượng 2.462 kg
  - Chuông thứ ba: San Ranieri, đúc năm 1719-1721 bởi Giovanni Andrea Moreni, trọng lượng 1.448 kg
  - Chuông thứ tư: La Terza (chiếc nhỏ nhất), đúc năm 1473, trọng lượng 300 kg
  - Chuông thứ năm: La Pasquereccia, đúc năm 1262 bởi Lotteringo, trọng lượng 1.014 kg
  - Chuông thứ sáu: il Vespruccio (nhỏ thứ hai), đúc thế kỷ 14 và đúc lại lần nữa năm 1501 bởi Nicola di Jacopo, trọng lượng 1.000 kg
  - Chiếc thứ bảy: Del Pozzetto, đúc năm 1606, trọng lượng 652 kg
- Số bậc lên tháp chuông: 294

## Du lịch
Mỗi lần tham quan tháp khách du lịch phải chia thành từng nhóm 30 người. Chuyến tham quan kéo dài 30 phút và không có thời gian nghỉ. Các hướng dẫn viên đưa ra các bài tập thể dục khởi động nhằm chuẩn bị cho các du khách để có thể leo liên tục được 294 bậc thang nghiêng mà không bị chóng mặt. Trẻ em dưới 8 tuổi thì không được vào tham quan tháp, còn trẻ dưới 18 tuổi thì cần đi kèm với một người lớn. Các túi xách phải để lại dưới đất nhưng máy ảnh và máy quay thì có thể mang theo. Vào năm 2007, vé cho một chuyến tham quan 30 phút là 15€/ người.

## Trong văn hoá đại chúng
- Bộ phim Superman III có một nhân vật Siêu nhân thực hiện nhiều "hành vi xấu xa" khắp thế giới - một hành động trong số đó là dựng thẳng Tháp nghiêng Pisa. Cảnh nổi tiếng cuối cùng của bộ phim nhân vật siêu nhân đẩy tháp về vị trí nghiêng như cũ.
- Trong phần Histeria! của "The Wheel of History", Froggo được thể hiện đang gắng sức đẩy tháp vào vị trí nghiêng của nó nhưng không thành công. Sau đó anh ta tìm cách thực hiện điều này với sự trợ giúp của Archimedes (Chit Chatterson đóng) và chiếc đòn bẩy của ông.
- Trong loạt phim hoạt hình Futurama, tháp nghiêng đã được Fry and Bender dựng thẳng và sau đó lại đưa về chỗ cũ trong niềm vui của Planet Express Ship.
- Trong bộ phim Sky High của Disney, những cảnh đầu tiên mẹ của siêu anh hùng Will Stronghold tới mua pizza từ Ý. Trong một cảnh về chiếc tàu vũ trụ, bà cầm một hộp pizza, bay ngang qua Tháp nghiêng Pisa.
- Trong Bartimaeus Trilogy, thần Đạo Hồi Bartimaeus tuyên bố rằng mình đã giúp xây dựng Tháp Pisa, nhưng những lời khuyên của ông đã bị các nhà xây dựng bỏ qua và đó là lý do tại sao nó bị nghiêng.
- Trong một đoạn Tool Time ở Home Improvement, Tim Taylor đã đưa ra một bức tranh về ngọn tháp như ví dụ giải thích tại sao con người có thể tạo dựng những kiệt tác với các công cụ. Trợ tá Al Borland của ông tiếp tục nói rằng tháp trên thực tế là một ví dụ về sai lầm của con người.
- Trong một cảnh dẫn ở hồi Rocko's Modern Life, có hình một cụ tổ của Heffer đứng bên cạnh tháp, khiến nó bị nghiêng.
- Trong phim A Goofy Movie của Disney, bạn Bobby (Pauly Shore) của Max đã so sánh tháp với Eazy Cheeze mà hắn tự tay dựng lên và nói "nhìn kìa, đó là tháp nghiêng cheesa."
- Trong chương trình Viva La Bam của MTV, Bam tới thăm tháp cùng người cậu, Don Vito, người gọi nó là"Tháp nghiêng Pizza"và nói có một tiệm bánh pizza ở đáy tháp. Sau đó ông nói với một giọng rất kích động rằng cả thị trấn đều được đặt theo tên pizza.

### Sách
- Shrady, Nicholas (2003). Tilt: a skewed history of the Tower of Pisa. New York: Simon & Schuster. ISBN 0-7432-2926-6.